# Melanerpes aurifrons
Melanerpes aurifrons es una especie de ave piciforme, perteneciente a la familia Picidae, subfamilia Picinae, del género Melanerpes. Comúnmente conocido como carpintero frente-dorada, pájaro carpintero cheje o simplemente cheje.

## Subespecies
- Melanerpes aurifrons aurifrons (Wagler, 1829)
- Melanerpes aurifrons canescens (Salvin, 1889)
- Melanerpes aurifrons dubius (Cabot, 1844)
- Melanerpes aurifrons grateloupensis (Lesson, 1839)
- Melanerpes aurifrons hughlandi (Dickerman, 1987)
- Melanerpes aurifrons insulanus (Bond, 1936)
- Melanerpes aurifrons leei (Ridgway, 1885)
- Melanerpes aurifrons pauper (Ridgway, 1888)
- Melanerpes aurifrons polygrammus (Cabanis, 1862)
- Melanerpes aurifrons santacruzi (Bonaparte, 1838)
- Melanerpes aurifrons turneffensis (Russell, 1963)

## Localización
Esta especie de ave y las subespecies son localizadas en Estados Unidos, México,  Guatemala, El Salvador y Honduras, como también es posible verlas en la región Andina de Colombia.